# Institut supérieur de philosophie
 (octobre 2021).
Pour les articles homonymes, voir ISP.
L'Institut supérieur de philosophie (ISP) de l'université catholique de Louvain fut fondé le 8 novembre 1889 par le cardinal Désiré-Joseph Mercier pour être l'un des centres de rayonnement de la philosophie néothomiste.
Aujourd'hui, il est notamment reconnu pour ses travaux dans le domaine de la phénoménologie, de la philosophie des sciences, de l'éthique économique et sociale, de la philosophie ancienne et médiévale, et il abrite notamment les archives d'Edmund Husserl, Jean Ladrière, Michel Henry et Maurice Blondel.

## Historique
En 1968, l'Institut est scindé en deux entités distinctes: une francophone, à Louvain-la-Neuve, et une néerlandophone, le Hoger Instituut voor Wijsbegeerte demeurant à Louvain. Le dernier président unitaire, Albert Dondeyne, élu en mai 1968, garde nominalement son titre jusqu’en 1971, mais, dès 1969, deux nouveaux présidents sont désignés pour diriger chacune des sections. L’ISP quitte Louvain pour s’installer à Louvain-la-Neuve en 1978.
Le titre de Faculté des sciences philosophiques est adjoint à celui de l’Institut en 1983, l’ISP regroupant désormais tous les professeurs et assistants de philosophie jusqu’alors répartis dans différentes facultés.
Depuis la rentrée académique 2009-2010, l’Institut supérieur de philosophie est formellement constitué en institut de recherche indépendant au sein du Secteur des sciences humaines de l'UCLouvain. L'École de philosophie assure pour sa part la gestion de l'enseignement de la philosophie, en tant que commission de programme de la Faculté de philosophie, arts et lettres.

## Présidents et doyens
Depuis 1889, les présidents et les doyens sont les suivants :
Présidents de l'Institut unitaire
- Désiré-Joseph Mercier (1889-1906)
- Simon Deploige (1906-1927)
- Léon Noël (1928-1948)
- Louis De Raeymaeker (1948-1966)
- Albert Dondeyne (1966-1968)

Présidents de l'Institut francophone (après la scission)
- Georges Van Riet (1969-1977)
- Jean Ladrière (1977-1983)

Doyens (portant aussi le titre de président)
- Jean Ladrière (1983-1986)[3]
- André Berten (1986-1990)
- Claude Troisfontaines (1990-1995)
- Thierry Lucas (1995-2000)
- Gilbert Gérard (2000-2003)
- Michel Dupuis (2003-2008)
- Bernard Feltz (2008-2009)

Présidents (après la réforme de 2009)
- Bernard Feltz (2009-2011)
- Danielle Lories (2011-2014)
- Jean-Michel Counet (2014-2017)
- Alexandre Guay (2017-2020)
- Danielle Lories (2020-2022)
- Jean-Michel Counet (2022- 2023)
- Axel Gosseries (Depuis 2023)

## Centres de Recherche
- Centre Philosophie des sciences et sociétés (CEFISES)[4] dirigé par Charles Pence
- Cellule PHIGOV[5] du CPDR dirigé par Marc Maesschalck
- Centre Europè (CEUR)[6] dirigé par Mark Hunyadi
- Centre d'Études et de Recherches en Philosophies Contemporaines (CERPhiCo)[7] dirigé par Jean Leclercq
- Centre De Wulf-Mansion (CDWM)[8] dirigé par Cécile Bonmariage
- Centre Éthique économique et sociale (ETES/Chaire Hoover)[9] dirigé par Philippe Van Parijs
- Centre d'études phénoménologiques (CEP)[10] dirigé par Danielle Lories

### Archives Husserl
L'Institut, ainsi que son homologue néerlandophone à Louvain, abritent les Archives Husserl, le centre de recherche responsable de la publication de l'œuvre philosophique d'Edmund Husserl. Après la mort du fondateur du mouvement phénoménologique, craignant pour la destruction de son Nachlass, sa collection d'écrits, par les nazis, le Père franciscain Herman Van Breda, doctorant à l'Institut de philosophie de l'unitaire Université catholique de Louvain, sauve les manuscrits et la bibliothèque en Allemagne. La veuve de Husserl, les faist ensuite passer en contrebande à Louvain via des canaux diplomatiques. Les archives de Louvain-la-Neuve, gérées par le Centre d'études phénoménologiques, contiennent également une copie complète des documents présents à Louvain, et inversement.

## Plateforme technologique
- Fonds d'archives de littérature, de philosophie et des arts  (Fonds-Alpha) dirigé par Jean Leclercq

## Prix décernés par l'Institut
L'Institut Supérieur de Philosophie décerne deux prix : 
- Le prix Mercier attribué les années impaires pour des travaux concernant l'ontologie, la métaphysique ou la philosophie première
- Le prix Dopp attribué annuellement deux années de suite pour un mémoire et la troisième année pour une thèse doctorale

## Publications
L'Institut publie deux périodiques et quatre collections d'ouvrages :
Périodiques
- la Revue philosophique de Louvain ; créée en 1894 sous le nom de Revue néo-scolastique, elle prend son nom actuel en 1946
- le Répertoire bibliographique de la philosophie[14] ; créé en 1934, le plus grand répertoire bibliographique en philosophie du monde[15]

Collections
Aristote, Traductions et Etudes
Bibliothèque Philosophique de Louvain
Philosophes Médiévaux
Science, éthique et société